# Château de Schengen
Le château de Schengen est situé dans le village de Schengen, dans le sud-est du Luxembourg et à proximité des frontières avec la France et l'Allemagne. Il date de 1390 mais a été presque entièrement reconstruit au XIXe siècle. Il s'agissait d'un hôtel et d'un centre de conférence jusqu'à ce qu'il soit vendu à Regus en 2016.
En 2024, c’est le group JBM sous la présidence de M. Jean-Baptiste Marx qui le reprend afin de le rénover et d'en faire un hôtel restaurant mais surtout un lieu unique pour l’organisation de mariages et autres fêtes. 
L’hôtel dispose de 30 chambres et un projet de rénovation des annexes devrait permettre de rajouter 30 chambres supplémentaires avec spa.
À partir de avril 2024, le site sera de nouveau ouvert au public gratuitement pour qu’il puisse profiter des jardins et de la vue sur la tour médiévale et sur la Moselle.

## Histoire

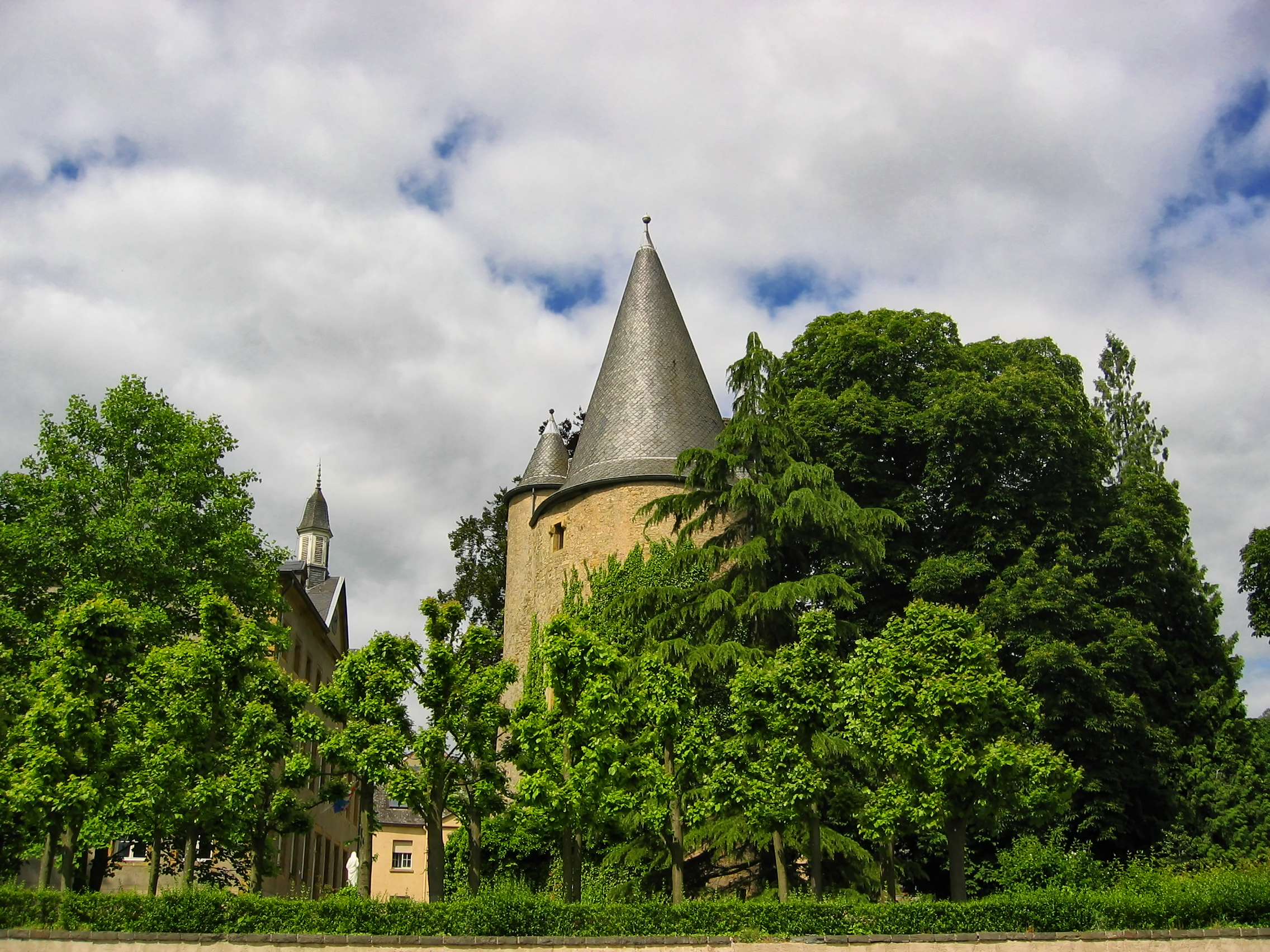
Le château de Schengen.

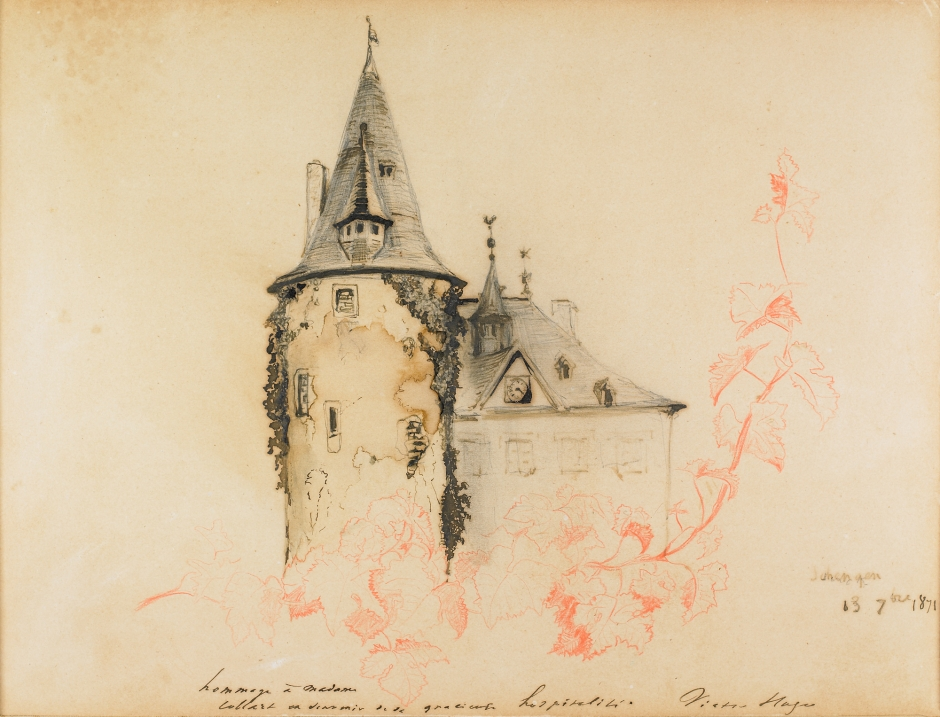
Croquis de Victor Hugo (1871).

Le château fort du XIVe siècle est démoli par l'industriel Jean-Nicolas Colart en 1812 pour y construire à la place un manoir résidentiel. Il ne reste de l'édifice médiéval que sa tour centrale ronde. Victor Hugo visite le manoir en 1871 et fait un croquis de l'ancienne tour.

## Le château aujourd'hui
À partir de 1939, le château est occupé par la congrégation de Sainte Elisabeth mais, en avril 2010, il ouvre ses portes en tant qu'hôtel et centre de conférence. Avec les bâtiments environnants, il dispose de salles de réunion pouvant accueillir jusqu'à 100 participants. En 2016, la société Regus achète le château et celui-ci est depuis inoccupé.
Il est inscrit à la liste des monuments nationaux luxembourgeois en 2018.